# Chang ITF Thailand Pro Circuit Phuket 2012
Il Chang ITF Thailand Pro Circuit Phuket 2012 è stato un torneo di tennis facente parte della categoria ITF Women's Circuit nell'ambito dell'ITF Women's Circuit 2012. Il torneo si è giocato nella città di Phuket in Thailandia dal 19 al 25 marzo 2012 su campi in cemento e aveva un montepremi di $25,000.

## Vincitori

### Singolare
Dinah Pfizenmaier ha battuto in finale  Noppawan Lertcheewakarn con il punteggio di 6–2, 6–4

### Doppio
Natela Dzalamidze /  Marta Sirotkina hanno battuto in finale  Chan Chin-wei /  Zheng Saisai con il punteggio di 6–4, 6–1